# Головчак карчоховий
Головчак карчоховий (Pyrgus cinarae) — вид денних метеликів родини Головчаки (Hesperiidae).

## Поширення
Вид поширений в Україні, південно-західній частині Росії, на Балканському півострові, у Туреччині, Ірані та на Кавказі. Також є невелика реліктова популяція у центральній Іспанії.
В Україні зрідка трапляється у Донецькій і Луганській областях та у Криму.

## Спосіб життя
Мешкає на відкритих степових ділянках. Виліт метеликів спостерігається у кінці червня-липні. Імаго живиться нектаром. Кормовою рослиною для гусіні є перстач (Potentilla).